# That Sugar Film
That Sugar Film (en català es podria traduir com aquella pel·lícula sobre el sucre) és una pel·lícula documental australiana del 2014 dirigida i protagonitzada per Damon Gameau. El llargmetratge explora els efectes nocius que té el sucre per al nostre organisme i de quina manera el consumim quotidianament.

## Argument
Damon Gameau protagonitza l'experiment en el qual abandona la seva dieta habitual que no conté sucres refinats per a seguir una dieta baixa en greixos i amb una ingesta de 160 grams diària de sucre, imitant la ingesta mitjana habitual a Austràlia. La dieta amb sucre es va seleccionar de manera que la seva ingesta calòrica no augmentés respecte de la seva dieta normal. El documental explica pas a pas què menja Gameau i els efectes que va patint paulatinament. Tot aquest projecte fou supervisat per un metge que explica quines modificacions pateix el seu organisme. Com a conseqüència dels dos mesos en què Gameau modificà la seva dieta, aquest no només va augmentar de pes, sinó que també es nota menys actiu, letàrgic, amb problemes de concentració i va contraure una esteatosi hepàtica. Després de l'experiment, va tornar a la seva dieta anterior i els efectes nocius es van revertir en gran manera i ràpidament.
El documental conté també entrevistes amb experts que atribueixen els canvis experimentats per Gameau a l'alta ingesta de sucre. Apunten a la fructosa com la possible culpable i també es suggereix que els edulcorants artificials tenen els mateixos efectes perjudicials.

## Repartiment
Damon Gameau és el protagonista i fil conductor del documental. No obstant això, el repartiment inclou aparicions de cares famoses com Hugh Jackman, Stephen Fry, Isabel Lucas i Brenton Thwaites. La banda sonora està composta per èxits de grups com Depeche Mode, Peter Gabriel i Florence and the Machine.